# Små, små ord
Små, små ord är en dansbandslåt skriven av Peter Grundström. Fastän sångtexten handlar om kärlek tar den också upp existentiella och världspolitiska dagsfrågor, som att hjälpa varandra. Låten har använts i en reklamfilm .
I inspelning av Berth Idoffs, som låg på albumet Dansglädje 88 , testades melodin på Svensktoppen, där den låg i tio veckor under perioden 11 december 1988 -26 februari 1989 med tredjeplats som högsta placering.
Vikingarna spelade 1998 in den på albumet "Kramgoa låtar 16" . Burkhardt Brozat skrev en text på tyska som heter Wach' ich oder träum' ich, som spelades in av Vikingarna på det tyskspråkiga albumet Kuschel dich in meine Arme under deras tyskspråkiga marknadsföring som "Vikinger".
I Dansbandskampen 2008 framfördes låten av Mickeys.
Anne-Lie Rydé tolkade låten 2010 på dansbandstributalbumet Dans på rosor .
Låten har även använts i ölreklam.

### Fotnoter
1. ↑  Information i Svensk mediedatabas.
2. ↑  Information i Svensk mediedatabas.
3. ↑  Svensktoppen - 1988
4. ↑  Information i Svensk mediedatabas.
5. ↑  Information i Svensk mediedatabas.
6. ↑  ”Dansbandsbloggen”. 23 juni 2011. Arkiverad från originalet den 12 augusti 2010. https://web.archive.org/web/20100812232252/http://www.dansbandsbloggen.se/2009/06/lysande-peter-agneta.html. Läst 9 juli 2011.